# Рашиновац
Рашиновац је насељено мјесто у општини Босански Петровац, Федерација Босне и Херцеговине, БиХ.

## Географија
Неколико километара од Босанског Петровца, са обе стране пута према Босанској Крупи, налази се мјесто Рашиновац. Простире се скоро до Суваје. Део је Петровачког поља. Такође је на благим падинама Грмеча гдје се препознају узвишења: Градина, Гајеви, Шаиновац и Фргића Врх, а иза ње је Стражбеница као међа према Крњој Јели. Не постоји извор воде, осим мало даље, у пољу, гдје је извор Пећина.

## Становништво
| Националност       | 2013.        | 1991.        | 1981.        | 1971.        | 1961. |
| Муслимани          | 327 (82,16%) | 331 (52,79%) | 352 (50,57%) | 347 (46,26%) |       |
| Срби               | 62 (15,58%)  | 271 (43,22%) | 318 (45,68%) | 390 (52,00%) |       |
| Југословени        | —            | 11 (1,75%)   | 24 (3,44%)   | 12 (1,60%)   |       |
| остали и непознато | 9 (2,26%)    | 14 (2,23%)   | 2 (0,28%)    | 1 (0,13%)    |       |
| Укупно             | 398          | 627          | 696          | 750          | '     |

## Знамените личности
- Богдан Капелан, народни херој Југославије.
- Диего Капелан, канадски кошаркаш.
- Драго Капелан, учесник Народноослободилачке борбе и стогодишњак.
- Данило Керкез, српски глумац.
- Драган Мрђа, српски фудбалер.
- Душан Совиљ, српски педагог и књижевник.
- Здравко Челар, комуниста и народни херој Југославије.